# Ventiseri
Ventiseri é uma comuna francesa na região administrativa de Córsega, no departamento da Alta Córsega. Estende-se por uma área de 46,7 km². 